# قيامة البنادق (مسلسل)
مسلسل قيامة البنادق يتمون من 30حلقة كل حلقة 45دقيقك بث ضمن مسلسلات رمضان 2013 يروي احداث عام 1920 الذي تميز بالمواجهات ضد الاستعمار الفرنسي كنتيجة لاتفاقية سايكس بيكو من جهة ومن جهة أخرى معاناة اضطهاد الدولة العثمانية ما جعله عام التغير الثقافي السياسي في الوطن العربي، حيث يبرز المسلسل وقفة العاملين الصلبة بجانب الحركة العربية من 1916 وحتى 1920 ومتابعة مقاومتهم للحلفاء ونواياهم تقسيم دولة سوريا الذين ترأسهم أدهم خنجر وصادق حمزة.

## قصة المسلسل
مسلسل يعرض وثائق تاريخية معاصرة، يقع في ثلاثين حلقة تلفزيونية كل حلقة ٤٥دقيقة ويعرض طوال شهر رمضان المبارك١1413. يعتمد «قيامة البنادق» في أحداثه وشخصياته على وقائع حقيقية متضمناً خطوطاً افتراضية لضرورات البناء الدرامي والتشويق ومبيناً الجوانب التراثية والفلكلورية مظهراً العادات والتقاليد التي كانت سائدة آنذاك، وتتمحور خطوط المسلسل حول أوضاع جبل عامل ومحيطه الجغرافي والاقتصادي والاجتماعي والسياسي ربطاً بما تمخضت عنه الحرب العالمية الأولى التي أنهت الحكم العثماني في المنطقة وما تلاها من تحولات سياسية واجتماعية وفكرية وبروز الحراك الغربي الذي تمظهر بالاستعمارين الفرنسي والبريطاني وتكريسه فيما بعد ما عرف باتفاقية «سايكس بيكو» والذي كان من نتائجه تقسيم الدول العربية وضم جبل عامل إلى دولة لبنان

## طاقم العمل[7]

### الممثلين
- إلسا زغيب
- روضة قاسم
- هيثم إسماعيل
- أحمد زين
- نسرين الحكيم
- ختام اللحام
- جمال حمدان
- رانيا مروة
- سمير شمص
- أحمد الزين
- نشأت الملحم

### فريق العمل
- عمار رضوان. (مخرج)
- نشأت الملحم.   (مساعد مخرج سكريبت)
- محمد النابلسي. (مؤلف)
- مركز بيروت الدولي للإنتاج الفني. (منتج)
- رامي شبطا (مونتاج)